# Comic Verlagsgesellschaft
Die Comic Verlagsgesellschaft war ein österreichischer Comicverlag aus Wien.
Im Verlag Wolfgang Alber erschien ab 1979 das Comic-Fachmagazin Comic Forum. Ab 1983 erschienen die Fachzeitschrift und erste Comicalben im neugegründeten Verlag. Die Alben erschienen in der Verlags-Reihe Comicothek.
Die letzte Ausgabe des Comic Forums erschien 1998, im Jahr 2000 beendete der Wiener Verlag seine Aktivitäten.

## Künstler (Auswahl)
In der Reihe Comicothek wurden Alben von George Herriman, Hermann Huppen, Jean Giraud, Claude Auclair, Chris Scheuer, Frank Frazetta, Hugo Pratt, Manfred Sommer, Jazze, Ronald Putzker, Will Eisner, Jijé und weitere verlegt.